# Ma sorcière bien-aimée (film)
Pour les articles homonymes, voir Ma sorcière bien-aimée (homonymie) et Bewitched.
Pour plus de détails, voir Fiche technique et Distribution.
Ma sorcière bien-aimée (Bewitched) est un film américain de Nora Ephron, sorti en 2005.

## Synopsis
Une authentique sorcière, rêvant d'une vie normale, est persuadée d'être capable de réussir grâce à son propre talent. Alors qu'elle tente de trouver un emploi, elle est repérée par Jack Wyatt, un acteur en quête d'un nouveau souffle, qui recherche une partenaire pour incarner son épouse dans une nouvelle version de la série Ma sorcière bien-aimée. Isabel est ravie de collaborer à ce projet en compagnie de Jack. Mais le tournage révèle des aspects moins sympathiques du caractère de l'acteur, comme son égoïsme forcené.

## Fiche technique
- Titre : Ma sorcière bien-aimée
- Titre original : Bewitched
- Réalisateur : Nora Ephron
- Scénario : Nora Ephron et Delia Ephron
- Photographie : John Lindley
- Montage : Tia Nolan et Stephen A. Rotter
- Musique : George Fenton
- Décors : Neil Spisak
- Costumes : Mary Zophres
- Producteurs : Lucy Fisher, Penny Marshall, Douglas Wick, Steven H. Berman, Bobby Cohen et James W. Skotchdopole
- Sociétés de production : Columbia Pictures, Red Wagon Entertainment, Bewitched (npn créditée)
- Sociétés de distribution : Sony Pictures, Gaumont Columbia TriStar Films
- Budget : 85 millions de dollars
- Pays d'origine : États-Unis
- Format : Couleurs - 1,85:1 - DTS / Dolby Digital / SDDS - 35 mm
- Genre : Comédie, fantastique
- Durée : 102 minutes
- Dates de sortie : 24 juin 2005 (États-Unis), 21 septembre 2005 (France, Suisse), 5 octobre (Belgique)

## Distribution
- Nicole Kidman (VF : Danièle Douet et VQ : Anne Bédard) : Isabel Bigelow / Samantha Stephens
- Will Ferrell (VF : Maurice Decoster et VQ : François Godin) : Jack Wyatt / Jean-Pierre Stephens
- Shirley MacLaine (VF : Arlette Thomas et VQ : Claudine Chatel) : Iris Smythson / Endora
- Michael Caine (VF : Dominique Paturel et VQ : Vincent Davy) : Nigel Bigelow
- Jason Schwartzman (VF : Vincent Ropion et VQ : Joël Legendre) : Ritchie
- Kristin Chenoweth (VF : Stéphanie Lafforgue) : Maria Kelly
- Steve Carell (VF : Jérôme Pauwels et VQ : Alain Zouvi) : Oncle Arthur
- Heather Burns (VF : Véronique Desmadryl) : Nina
- Jim Turner (VF : Patrice Baudrier) : Larry
- Stephen Colbert : Stu Robison
- David Alan Grier (VF : Antoine Tomé ; VQ : Manuel Tadros) : Jim Fields
- Michael Badalucco : Joey Props
- Carole Shelley (VF : Danièle Hazan) : Tante Clara
- Katie Finneran : Sheila Wyatt
- Kate Walsh : Serveuse accosté par Nigel Bigelow
- Valerie Azlynn : splendide modèle (Hépatite C)

## Accueil

### Critique
Ma sorcière bien-aimée reçoit un accueil critique majoritairement négatif.
Sur le site agrégateur de critiques Rotten Tomatoes, le film obtient un score de 25 % d'avis positifs, sur la base de 187 critiques collectées et une note moyenne de 4,60/10  ; le consensus du site indique : « [Ma sorcière bien-aimée] est hanté par des rires épars et un manque de direction [artistique]. ». Sur Metacritic, il obtient une note moyenne pondérée de 34 sur 100, sur la base de 39 critiques collectées ; le consensus du site indique : « Avis généralement défavorables »
Le film est présent sur la liste des « Pires films de tous les temps » du site Allociné.[réf. souhaitée]

### Box-office
Le film fait un flop à sa sortie aux États-Unis, avec une recette totale de 63 313 159 $, pour un budget de 85 millions. Au box-office international, le film totalise 68 113 010 $, avec un cumul de 131 426 169 $, résultat considéré comme décevant au vu de son budget. 
En France, il attire 871 550 spectateurs en salles.

## Distinctions
- Razzie Awards[Lesquels ?] : nomination à cinq Razzie Awards[Lesquels ?], qui désignent les pires films sortis dans l'année.

## Autour du film
- Le film n'est pas à proprement parler l'adaptation de Ma sorcière bien-aimée, la série télévisée à succès diffusée de 1964 à 1972 sur ABC, où le rôle principal de Samantha Stephens était tenu par l'actrice Elizabeth Montgomery. Ici Nicole Kidman joue un personnage original qui n'existait pas dans la série, une actrice qui doit interpréter le rôle de Samantha.
- Il s'agit du quatrième film dans lequel jouent ensemble Steve Carell et Will Ferrell, qui se retrouvent après Présentateur vedette : La Légende de Ron Burgundy, Wake Up, Ron Burgundy: The Lost Movie et Melinda et Melinda.
- En 2021, Sony Pictures prépare une nouvelle adaptation au cinéma. Décrit comme fidèle à la série culte, le nouveau film est écrit par Terry Matalas et Travis Fickett, le duo derrière 12 Monkeys, l'adaptation en série de L'Armée des douze singes[6].